# Гаджиев, Назим Мамедович
Назим Мамедович (Мамедия оглы) Гаджиев (азерб. Nazim Məmmədiyə oğlu Hacıyev; 6 июня 1924, Нуха, Азербайджанская ССР — 1 августа 1962) — государственный, общественно-политический деятель Азербайджана.

## Биография
В 1940 году окончил Нухинское училище и поступил на филологический факультет Азербайджанского государственного университета. С началом Великой Отечественной войны оставил учёбу, вернулся в Нуху и стал работать литературным сотрудником газеты «Нуха фехлеси». В 1941—1943 гг. преподавал литературу и язык в школе № 12 Нухинского района, заведовал учебной частью средней школы в селении Баш-Кюнгют, работал методистом районного отдела народного образования. В 1943 году — ответственный секретарь газеты «Нуха фехлеси».
В 1944 году продолжил учёбу в университете, служил в органах НКВД Азербайджанской ССР (1944—1947).
В 1947 году перешёл на работу в комсомол, избран секретарём Бакинского комитета комсомола. В 1950 году назначен инструктором отдела пропаганды Бакинского комитета КП Азербайджана, избран секретарём парткома Азербайджанского медицинского института. В 1951 году на XVII съезде ЛКСМ Азербайджана избран секретарём ЦК ЛКСМ, с 1952 года — первый секретарь ЦК ЛКСМ Азербайджана.
Делегат XIX съезда ВКП(б) (5—14 октября 1952).
Делегат XX съезда КПСС (14-21 февраля) Интернет Материалы С. П.. 20 съезд КПСС. Стенографический отчет….546 С.
В 1954 году избран в состав Бюро ЦК ВЛКСМ. В 1956—1958 гг. — заведующий отделом науки и образования ЦК КП Азербайджана. С 1958 года — ответственный организатор, затем заведующий сектором ЦК КПСС. С 1960 года — секретарь ЦК КП Азербайджана по идеологии.
Скончался 30 июля 1962 года в результате неправильно выполненной в январе 1961 года хирургической операции.
Похоронен на Аллее почётного захоронения в центре Баку.

## Политическая деятельность
В 1950-х годах являлся одним из инициаторов и организаторов переселения в Азербайджан турок-месхетинцев, депортированных в Среднюю Азию (Узбекистан, Казахстан, Киргизия), после снятия с них ограничений по спецпоселению.
В декабре 1960 года на заседании Президиума ЦК КПСС (в 1961 году на заседании Политбюро ЦК КПСС) обосновал историческую и юридическую принадлежность Азербайджану Карабаха и Нахичевани, способствовал сохранению их в составе Азербайджанской ССР.
Автор более 50 книг и статей по вопросам молодёжной, межнациональной, культурной, образовательной, международной политики, а также по проблемам государственного и партийного строительства.

### Избранные труды
- Гаджиев Н. М. Из практики работы по интернациональному воспитанию трудящихся. — М.: Знание, 1961. — 36 с. — 2000 экз.
- Гаджиев Н. М. Французские встречи : [Путевые заметки участника Делегации советской молодёжи во Францию в 1955 г.]. — Баку: Детюниздат, 1956. — 130 с. — 6000 экз.

## Память
- одна из улиц Баку носит имя Н. М. Гаджиева (бывшая 6-я Алатавинская)
- в Шекинском районе Азербайджана именем Н. М. Гаджиева названы одна из улиц, Центральный клуб отдыха Шеки, совхоз в селении Инджа и средняя школа в селении Баш-Кюнгют.